# Minamoto no Makoto
 

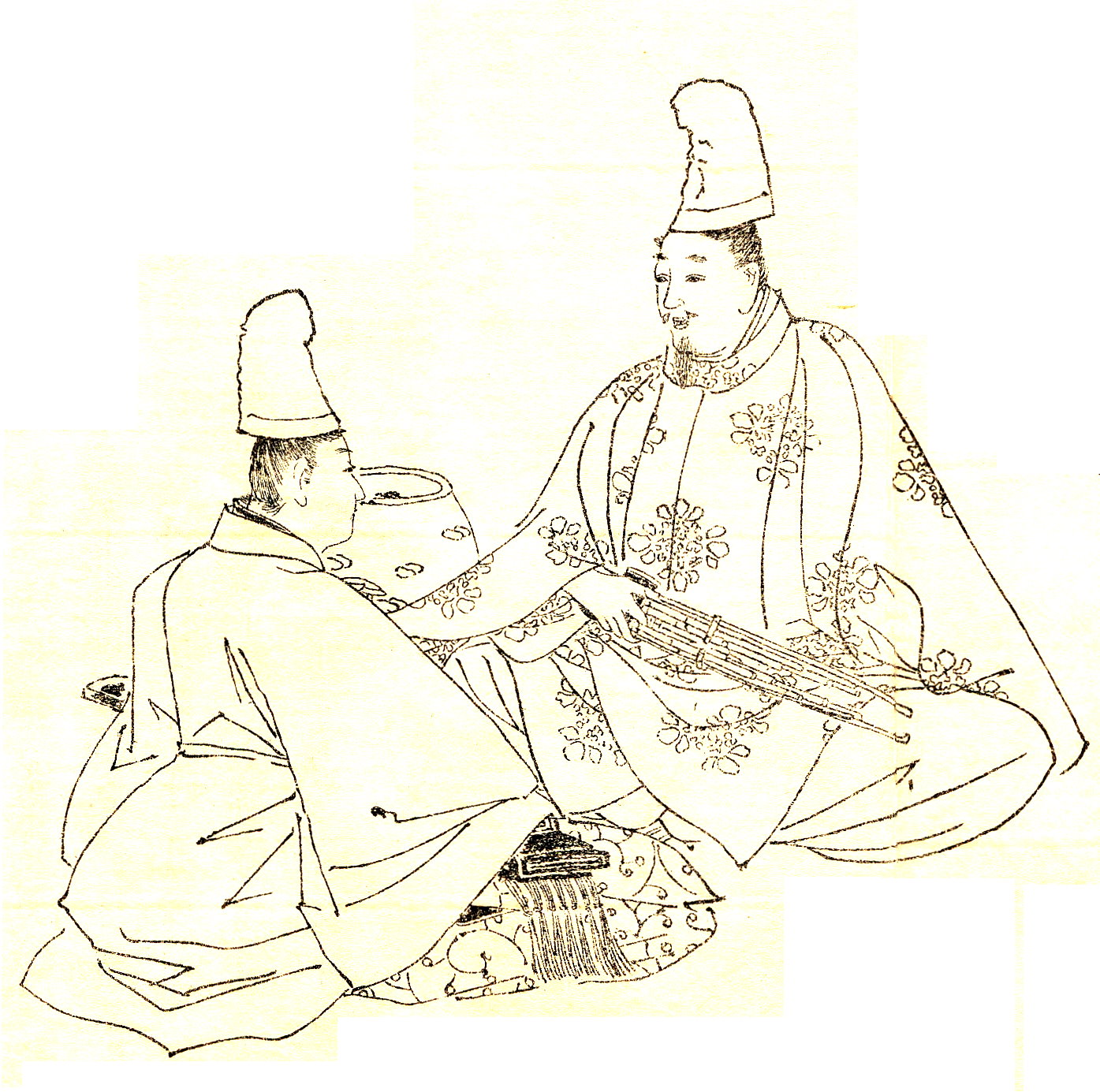
Minamoto no Makoto con su hermano de Kikuchi Yōsai

Minamoto no Makoto (源 信, 810 - 13 de febrero de 868) fue el séptimo hijo del emperador japonés Saga y el primer cortesano en recibir el nombre de Minamoto. Inicialmente un nombre honorífico dado a varios cortesanos no relacionados por varios emperadores diferentes, el clan Minamoto crecería hasta convertirse en una familia de clan integrada, una de las más poderosas e importantes de toda la historia japonesa.
Makoto, también conocido como Kitabe-daijin, era hermano del emperador Nimmyō, Minamoto no Tokiwa y Minamoto no Tōru . Recibió el nombre de "Minamoto" en el año 814.
Hacia el final de su vida, en 866, la puerta principal ( Ōtemmon ) del Palacio Imperial fue destruida por un incendio; En uno de los acontecimientos de intrigas judiciales más famosos del período Heian, Makoto fue acusado por su rival político Tomo no Yoshio de haber provocado el incendio. Esto llegó a ser conocido como la " Conspiración Ōtenmon " (応天門の変, Ōtemmon no Hen ); Con la ayuda de sus poderosas conexiones en la corte, Makoto pudo defender con éxito su inocencia. Más tarde se descubrió que el propio Ban Tomo provocó el incendio.